# Eleutherodactylus apostates
Eleutherodactylus apostates es una especie de rana de la familia Eleutherodactylidae.
Es endémica del sudoeste de Haití. Su hábitat natural son los bosques húmedos subtropicales o tropicales de tierras bajas, bosques húmedos montañosos tropicales o subtropicales y ríos. Está amenazada por pérdida de hábitat.